# بيتر ويلسون (لاعب رماية)
بيتر ويلسون (بالإنجليزية: Peter Wilson)‏ هو لاعب رماية بريطاني، ولد في 15 سبتمبر 1986 في دورشيستر (دورست) في المملكة المتحدة.

## وصلات خارجية
- بيتر ويلسون على موقع الاتحاد الدولي (الإنجليزية)
- بيتر ويلسون على موقع اللجنة الأولمبية الدولية (الإنجليزية)
- بيتر ويلسون على موقع أوليمبيديا (الإنجليزية)
- بيتر ويلسون على موقع اللجنة الأولمبية البريطانية (الإنجليزية)